# 萨米德·伊曼诺夫
萨米德·伊曼诺夫（1981年—2016年4月4日），阿塞拜疆军人，最终军衔为少校。在2016年亚美尼亚–阿塞拜疆冲突中不幸阵亡，最终被阿塞拜疆官方奉为烈士和民族英雄。

## 兵役
萨米德在阿塞拜疆特种部队中历任分队副指挥官、分队指挥官和特种部队参谋长等职务。
2015年5月9日，萨米德参加了在俄罗斯莫斯科举行的纪念卫国战争胜利70周年的游行。

## 牺牲
2016年亚美尼亚–阿塞拜疆冲突中，萨米德率领自己的部队在泰尔泰尔区与亚美尼亚军队展开激战，在4月3日晚上至4日凌晨的战斗中，萨米德的腿和肩膀受到弹片伤。尽管部下想将他带离战场，但萨米德强烈抗议并下令部下先将其他受伤的士兵带离战场，自己则留下阻击敌军。
部下转移完伤员回到战场接应萨米德，却发现他已经阵亡。4月9日，萨米德被安葬在家乡涅夫捷恰拉的烈士公墓，成千上万的阿塞拜疆人从四面八方赶来送别他们的英雄。4月19日，阿塞拜疆总统伊利哈姆·阿利耶夫授予萨米德“民族英雄”的称号。